# Klčov
Klčov – słowacka wieś i gmina (obec) w powiecie Lewocza w kraju preszowskim. W 2011 roku zamieszkiwało ją 597 osób.

## Historia
Pierwsze wzmianki o wsi pochodzą z 1258 roku.

## Geografia
Centrum wsi leży na wysokości 493 m n.p.m. Gmina zajmuje powierzchnię 7,34 km².